# Skorkov, Mladá Boleslav
Skorkov là một làng thuộc huyện Mladá Boleslav, vùng Středočeský, Cộng hòa Séc.